# Robin Hood (Fernsehserie, 1984)
Robin Hood (Originaltitel: Robin of Sherwood) ist eine britische Abenteuer- und Fantasy-Fernsehserie, die von 1983 bis 1985 im Auftrag des Fernsehsenders HTV (heute: ITV) aus Bristol vom Produktionsunternehmen Goldcrest Films produziert wurde. Erdacht wurde die Serie vom britischen Drehbuchautor Richard Carpenter; Produzent war Paul Knight.

## Allgemeines
Im Zentrum der Serie stehen der mittelalterliche Sagenheld Robin Hood und seine Bande von Gesetzlosen, die ihren Unterschlupf im Sherwood Forest haben und gegen die Unterdrückung ihres Volkes – der angelsächsischen Leibeigenen – durch den normannischen Adel kämpfen. Entsprechend der bekannten Legende ist der Hauptgegner Robins auch in dieser Interpretation der Sheriff von Nottingham Robert de Rainault sowie dessen Steward Sir Guy of Gisburne.
Robin Hood mischt der klassischen Legende übernatürliche Elemente wie schwarze Magie und heidnische Götter bei. Kennzeichnend für die Serie ist außerdem die um Authentizität bemühte Darstellung des mittelalterlichen Lebens; neben einer entsprechenden Kostümierung der Darsteller äußert sich dies vor allem auch in den Drehorten – fast nie wurde im Studio gedreht, sondern im Norden und Westen Englands, in echten Burgen, in Waldgebieten und in nachgebauten mittelalterlichen Dörfern. Auf moderne Make-up-Effekte wurde verzichtet und bei der Wahl der Schauspieler viel Wert auf Natürlichkeit gelegt, ohne den in Hollywood üblichen Schönheitsidealen Beachtung zu schenken.
Die Atmosphäre der Zeit wird durch Aufnahme vieler epochetypischer Themen verstärkt. So begegnen dem Zuschauer Protagonisten wie die Tempelritter, Assassinen, apokalyptisch anmutende Flagellanten und lepröse Pilger. Mittelalterliche Judenverfolgungen werden mit der Schilderung eines Pogroms ebenso aufgegriffen wie sich aus der Feudalgesellschaft ergebende Probleme der Heiratspolitik und Ämtervergabe.
Die Serie besteht aus insgesamt drei Staffeln. In den ersten beiden Staffeln ist Robin of Loxley (dargestellt vom britischen Schauspieler Michael Praed) Anführer der Gesetzlosen, während in der dritten Staffel der Grafensohn Robert of Huntingdon (gespielt von Sean Connerys Sohn Jason Connery) die Führung übernimmt. Da diese Staffel nicht den Erfolg der beiden ersten erreichte, wurde die Serie anschließend eingestellt.
Dem Wechsel des Hauptdarstellers Praed, der eine Rolle am Broadway annahm, folgte eine Reihe weiterer Änderungen: Außer der Neubesetzung der Hauptrolle stand auch ein Wechsel in der Produktionsleitung an, die fortan Esta Charkham übernehmen sollte. Zudem musste die Story kurzfristig umgeschrieben werden, da ein Ausscheiden Michael Praeds nicht vorgesehen und ein Ende der Geschichte noch nicht in Sicht war. Robin of Loxleys Tod, der sehr abrupt inszeniert wirkt, ließ daher eine Rückkehr Praeds offen: Als König John die Nachricht vom Tode Robins übermittelt wird, muss der Bote eingestehen, dass die Leiche – aus unerklärlichen Gründen – nicht gefunden werden konnte.
Musikalisch untermalt wurde die Serie von der irischen Celtic-Folk-Band Clannad. Der Soundtrack wurde auf dem Album Legend veröffentlicht und gewann mehrere Auszeichnungen.

## Handlung
Die erste Episode der Serie beginnt im England des Jahres 1180. Robins Heimatdorf Loxley wird von normannischen Soldaten unter der Führung des Sheriff of Nottingham überfallen und zerstört. Robins Vater, der angelsächsische Rebell Ailric of Loxley, wird dabei getötet. Der Sheriff nimmt ihm ein besonderes Artefakt ab: den Silbernen Pfeil (engl.: Silver Arrow). Der junge Robin kann sich bei einem Müller verstecken und wächst bei ihm auf.
Fünfzehn Jahre später werden Robin und sein Stiefbruder, der Müllerssohn Much, wegen Wilderei in Nottingham eingekerkert. Gemeinsam mit drei weiteren Gefangenen – darunter William Scathlock (Will Scarlett) – gelingt ihnen die Flucht in den Sherwood Forest. Dort begegnet Robin Herne dem Jäger, einer mystischen Waldgottheit in Menschengestalt, der ihm sein Schicksal als „Der Behütete“ („The Hooded Man“ = wortwörtlich: „Der Mann mit der Kapuze/Kappe/Haube“, alternativ „Der maskierte/vermummte Mann“) und Widerstandskämpfer gegen die tyrannische Normannenherrschaft prophezeit. Robin weist diese Prophezeiungen zunächst von sich, akzeptiert sie jedoch später als sein Schicksal.
Im weiteren Verlauf der Pilotfolge erhält Robin zusätzliche Mitstreiter, so dass seine Bande schließlich aus folgenden Personen besteht: Much, Will Scarlett, John Little (genannt Little John), Bruder Tuck, Nasir (ein Sarazenenkrieger) und Lady Marion (Tochter des Kreuzritters Sir Richard of Leaford), die zum Ende der Pilotfolge Robins Frau wird.
Gemeinsam mit diesen sechs Gefährten erlebt Robin in der ersten und zweiten Serienstaffel die unterschiedlichsten Abenteuer (wobei natürlich stets der Grundsatz „Von den Reichen stehlen und den Armen geben“ gilt), bis ein Hinterhalt des Sheriffs of Nottingham Robin in der letzten Folge der zweiten Staffel das Leben kostet; er opfert sich für Marion und Much, die so nach Sherwood entkommen können. Die übrigen Gesetzlosen, die von den Soldaten des Sheriffs gefangen genommen wurden, werden von einem noch Unbekannten befreit, der sein Gesicht verborgen hält.
In der dritten Staffel stellt sich schließlich heraus, dass dieser Unbekannte tatsächlich der Nachfolger Robin of Loxleys ist – Robert of Huntingdon, der Sohn eines wohlhabenden Grafen. Herne hat ihn zum neuen Anführer der Rebellen erwählt, doch zunächst muss Robert die inzwischen verstreuten Gesetzlosen wieder zusammenführen und ihnen beweisen, dass er tatsächlich der Auserwählte ist. Danach folgen weitere Abenteuer mit dem Sheriff und anderen Widersachern, bis die Serie in der letzten Folge dieser Staffel ein recht offenes Ende findet.

## Besetzung

### Die Helden
| Rolle                               | Darsteller               | Synchronsprecher   |
| ----------------------------------- | ------------------------ | ------------------ |
| Robin of Loxley (1. und 2. Staffel) | Michael Praed            | Martin Umbach      |
| Robert of Huntingdon (3. Staffel)   | Jason Connery            | Hans-Georg Panczak |
| Much                                | Peter Llewellyn Williams | Philipp Brammer    |
| Marion of Leaford                   | Judi Trott               | Irina Wanka        |
| William Scathlock (Will Scarlett)   | Ray Winstone             | Wolfgang Müller    |
| John Little (Little John)           | Clive Mantle             | Hartmut Neugebauer |
| Tuck                                | Phil Rose                | Michael Habeck     |
| Nasir                               | Mark Ryan                | Gudo Hoegel        |
| Herne der Jäger                     | John Abineri             | Jochen Striebeck   |
| Edward of Wickham                   | Jeremy Bulloch           | Sigmar Solbach     |
| Meg of Wickham                      | Claire Toeman            |                    |
| Earl of Huntingdon                  | Michael Craig            | Hartmut Reck       |
| Sir Richard of Leaford              | George Baker             | Niels Clausnitzer  |

### Die Schurken
| Rolle                                      | Darsteller        | Synchronsprecher                                     |
| ------------------------------------------ | ----------------- | ---------------------------------------------------- |
| Robert de Rainault, Sheriff von Nottingham | Nickolas Grace    | Berno von Cramm                                      |
| Guy of Gisburne                            | Robert Addie      | Michael Brennicke                                    |
| Abt Hugo de Rainault                       | Philip Jackson    | Thomas Reiner                                        |
| König John                                 | Philip Davis      | Erich Hallhuber Gerd Böckmann                        |
| Baron Simon de Belleme                     | Anthony Valentine | Gert Günther Hoffmann (auch Synchronbuch und -regie) |
| Gulnar                                     | Richard O’Brien   | Horst Raspe                                          |
| Grendel                                    | James Coombes     | Arthur Brauss                                        |

## Ausstrahlung und Veröffentlichung
In Deutschland wurde Robin Hood zuerst 1984 im ZDF ausgestrahlt. Wiederholt wurde die Serie mehrfach sowohl im ZDF als auch auf 3sat (zuletzt 1995 – jedoch nur die erste und zweite Staffel). Das ZDF strahlte grundsätzlich gekürzte Fassungen aller Episoden aus (jeweils 45 Minuten statt 50 Minuten Filmdauer). 2023 wiederholt Tele 5 die Serie.
Die englische Originalfassung Robin of Sherwood wurde in mehreren Editionen und von verschiedenen Anbietern auf VHS-Kassetten veröffentlicht. 2001 und 2002 ist die Serie auch auf DVD beim britischen Unternehmen Network erschienen, die neben allen Folgen in ungekürzter Fassung auch Bonusmaterial (wie Making-ofs) enthalten.
Am 11. August 2006 erschien erstmals eine deutschsprachige DVD-Ausgabe der ersten Staffel, produziert von Koch Media Home Entertainment. Enthalten sind alle Folgen der ersten Staffel in ungekürzter Fassung, deren längere Szenen deutsch untertitelt wurden, zudem diverses Bonusmaterial entsprechend der englischsprachigen DVD-Ausgabe. Am 9. November 2006 erschien die zweite und am 8. Februar 2007 die dritte Staffel.
Am 26. März 2010 sind alle drei Staffeln in einer DVD-Sammel-Box erschienen. 2020 wurde die Sammler-Box auf Blu-ray durch Koch veröffentlicht.

## Episoden-Übersicht
Es gibt insgesamt 26 Episoden, darunter sind vier Doppelfolgen. Die folgende Übersicht beinhaltet alle Episoden in chronologischer Reihenfolge der ursprünglichen Fernsehausstrahlungen. Deutsche Titel sind in Klammern angegeben.

### Erste Staffel (1984)
1. Robin Hood and the Sorcerer (Part 1) (Teil 1: Der Magische Pfeil) – Autor: Richard Carpenter; Regie: Ian Sharp
2. Robin Hood and the Sorcerer (Part 2) (Teil 2: Der Wettkampf) – Autor: Richard Carpenter; Regie: Ian Sharp
3. The Witch of Elsdon (Die Hexe von Elsdon) – Autor: Richard Carpenter; Regie: Ian Sharp
4. Seven Poor Knights From Acre (Die Kreuzritter) – Autor: Richard Carpenter; Regie: Ian Sharp
5. Alan A Dale (Der Minnesänger) – Autor: Richard Carpenter; Regie: Ian Sharp
6. The King’s Fool (Richard Löwenherz) – Autor: Richard Carpenter; Regie: Ian Sharp

### Zweite Staffel (1985)
1. The Prophecy (Die Prophezeiung) – Autor: Richard Carpenter; Regie: Robert Young
2. The Children of Israel (Tödliche Geldgier) – Autor: Richard Carpenter; Regie: Alex Kirby
3. Lord of the Trees (Herr der Bäume) – Autor: Richard Carpenter; Regie: James Allen
4. The Enchantment (Die Verzauberung) – Autor: Richard Carpenter; Regie: James Allen
5. The Swords of Wayland (Part 1) (Die Hunde Luzifers (Teil 1)) – Autor: Richard Carpenter; Regie: Robert Young
6. The Swords of Wayland (Part 2) (Die Hunde Luzifers (Teil 2)) – Autor: Richard Carpenter; Regie: Robert Young
7. The Greatest Enemy (Der Hinterhalt) – Autor: Richard Carpenter; Regie: Robert Young

### Dritte Staffel (1986)
1. Herne’s Son (Part 1) (Das Vermächtnis) – Autor: Richard Carpenter; Regie: Robert Young
2. Herne’s Son (Part 2) (Der Nachfolger) – Autor: Richard Carpenter; Regie: Robert Young
3. The Power of Albion (Marion) – Autor: Richard Carpenter; Regie: Gerry Mill
4. The Inheritance (Der Schatz) – Autor: Anthony Horowitz; Regie: Ben Bolt
5. The Sheriff of Nottingham (Der neue Sheriff) – Autor: Anthony Horowitz; Regie: Christopher King
6. The Cross of St. Ciricus (Die Aussätzigen) – Autor: Richard Carpenter; Regie: Dennis Abey
7. Cromm Cruac (Das verzauberte Dorf) – Autor: Anthony Horowitz; Regie: Gerry Mill
8. The Betrayal (Der König kommt) – Autoren: John Flanagan und Andrew McCulloch; Regie: James Allen
9. Adam Bell (Freund oder Feind) – Autor: Anthony Horowitz; Regie: Gerry Mill
10. The Pretender (Der Thronerbe) – Autor: Anthony Horowitz; Regie: Robert Young
11. Rutterkin (Von Schweinen und Hexen) – Autor: Richard Carpenter; Regie: Gerry Mill
12. The Time of the Wolf (Part 1) (Die Zeit des Wolfes (Teil 1)) – Autor: Richard Carpenter; Regie: Sid Roberson
13. The Time of the Wolf (Part 2) (Die Zeit des Wolfes (Teil 2)) – Autor: Richard Carpenter; Regie: Sid Roberson